# جون إتش دنت
جون إتش دنت (بالإنجليزية: John H. Dent)‏ هو ضابط أمريكي، ولد في 15 فبراير 1782، وتوفي في 31 يوليو 1823.